# Апама III
Апама III (дав.-гр. Ἀπάμα дав.-гр. Ἀπάμα ; ІІІ століття до н. е.) — македонська аристократка, дружина царя Віфінії Прусія I.

## Біографія
Наприкінці III століття до н. е. були нормалізовані раніше колишні досить напруженими зовнішньополітичні відносини між Віфінією та Македонією. Так під час Першої македонської війни на допомогу Філіппу V, який бився в Елладі проти римлян, Прусій I направив кілька кораблів.
Очевидно, ініціатором цього зближення був Філіп, кровно зацікавлений у цей непростий для Македонії період у придбанні малоазійських союзників, оскільки за Рим виступив пергамський цар Аттал I.
Для закріплення відносин Філіп віддав за дружину Пруссію свою сестру Апаму.
Страбон згадував у тому, що Прусій I перейменував захоплене Філіпом в 202 до н. е. і передане йому місто Мірлею на честь своєї дружини в Апамею.
У цьому династичному шлюбі народився Прусій II.